# Batalla d'Alessandria
La batalla d'Alessandria, o batalla de Castellazzo del 25 de juny de 1391 fou una de les batalles de les Guerres Florentinomilaneses, dins el context de les guerres de Güelfs i gibel·lins.

## Antecedents
El 1387 es va aliar amb el senyor de Pàdua, Francesc Novello de Carrara, que en aquell moment mantenia una guerra contra Antoni I della Scala. Joan Galeàs va intervenir en la confrontació a condició de reservar-se el posterior domini de la ciutat de Verona, adjudicant-se Francesco el control sobre Vicenza. No obstant això Joan Galeàs, aprofitant l'ocasió, es va apoderar de les dues, traint així l'aliança establerta i iniciant-se una sèrie d'hostilitats entre els dos antics aliats. El senyor de Milà va respondre creant una lliga en la qual se li van unir les ciutats més importants del Vèneto, i en les successives campanyes militars va aconseguir ocupar Pàdua, Belluno i Feltre, cedint Treviso a la República de Venècia.
Joan Galeàs Visconti es convertí en el governant més important del nord de la península Itàlica, sent un perill per a la resta dels estats que pretenien els dominis dels Visconti, especialment la República de Florència, que va crear una lliga contra el Senyoriu de Milà, en la qual van participar Francesc Novello de Carrara, Esteve III de Baviera i Joan III d'Armagnac, mentre Visconti demanavar arbitratge a Carles VI de França pel conflicte amb els armanyaguesos.
La guerra es va iniciar el 1389, i el mercenari anglès John Hawkwood i els altres aliats es van reunir a Pàdua per fer un atac conjunt a Milà mentre Joan III d'Armagnac va creuar els alps per ajudar els seus aliats, prenent diversos castells en el seu camí, però al de Castellazzo, que volia prendre, fou ferotgement atacat pels ocupants i foren cremades algunes tendes de campanya i va perdre molts cavalls i infants, havent d'abandonar el setge.
Per disposar d'efectius militars, Joan Galeàs Visconti va haver de vendre Serravalle Scrivia a la República de Gènova per una mica més de 22.000 ducats, i un impost,

## Batalla
Els exèrcits de mercenaris de Jacopo dal Verme, i el de Joan III d'Armagnac es van enfrontar a prop de Castellazzo el 25 de juny de 1391, i en la batalla va morir d'Armagnac.

## Conseqüències
Joan Galeàs va buscar la pau amb els seus enemics el 1392 i es va veure obligat a restituir Pàdua a Francesc Novello de Carrara, però va assegurar-se el control de Basano, Belluno i Feltre, i l'1 de maig de 1395 Joan Galeàs va aconseguir que Venceslau IV de Bohèmia li concedís el títol de Duc de Milà, obtenint l'any següent el de comte de Pavia i el 1397 el de duc de la Llombardia.